# Polinační kapka
Polinační kapka je kapka vody, která umožňuje opylení a oplodnění nahosemenných rostlin tím, že usnadňuje pronikání pylu do vajíčka. Vylučují ji zralá vajíčka na samičích šišticích. 
Na jejím povrchu se zachytí zrnka pylu, která tak mohou začít klíčit v pylovou láčku, což spermatickým buňkám (samčí gamety) umožní, aby pronikly do vajíček. Splynutím samčích a samičích buněk dochází k oplodnění a vzniká zárodek.